# 戸田氏長

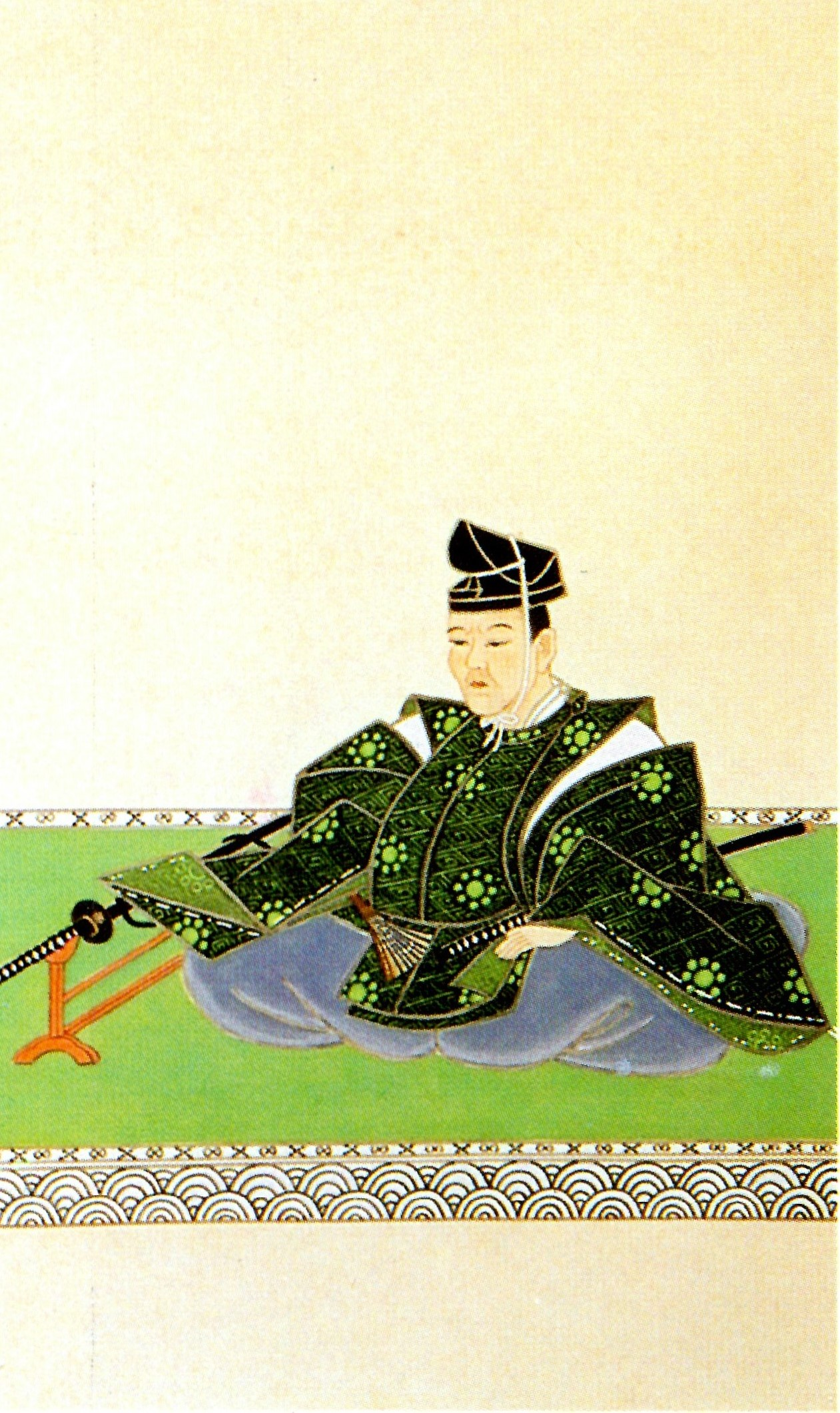
戸田氏長像

戸田 氏長（とだ うじなが、貞享4年11月7日（1687年12月11日） - 享保20年8月10日（1735年9月26日））は、江戸時代中期の大名。美濃大垣藩の第5代藩主。大垣藩戸田家6代。
第4代藩主・戸田氏定の次男。母は藤井松平信之の娘。正室は土井利益の娘。子に戸田氏辰（長男）、戸田氏英（次男）、戸田英教（三男）。娘（藤井松平信将正室）。官位は従四位下、伊勢守、伊賀守。
貞享4年（1687年）11月7日生まれ。享保8年（1723年）4月23日、父より家督を譲られた。藩主時代には文学を奨励している。しかし父が長寿だったこともあり、それ以外にあまり藩政で見るべきところはない。
享保10年（1725年）7月27日、氏長の養女（氏定の娘つまり妹）と信濃松本藩主水野忠恒の祝言が行われた。忠恒は翌28日、将軍徳川吉宗に婚儀報告を行うため江戸城に登城し報告を済ませた。その直後、江戸城松の廊下ですれ違った長府藩世子毛利師就に水野は斬りかかり、乱心ということで改易処分が下された。
父の後を追うように享保20年（1735年）8月10日に49歳で大垣にて死去し、跡を次男の氏英が継いだ。法号は乾誉徹元享沢院。墓所は岐阜県大垣市西外側町の円通寺。

## 系譜
- 父：戸田氏定（1657-1733）
- 母：松平信之の娘
- 正室：土井利益の娘
- 側室：中村氏
  - 次男：戸田氏英（1730-1768）
- 生母不明の子女
  - 長男：戸田氏辰
  - 三男：戸田英教
  - 女子：松平信将正室

- 養子
  - 氏定の娘：氏長の養女として水野忠恒正室。ただし直後に忠恒は乱心改易。